# José Viccario
José Viccario (* 15. Oktober 1947 in Buenos Aires) ist ein ehemaliger argentinischer Boxer.

## Biografie
José Viccario sollte bei den Olympischen Sommerspielen 1972 in München im Fliegengewichtsturnier starten. Jedoch konnte er seinen Erstrundenkampf gegen den Iren Neil McLaughlin nicht antreten. Grund dafür war eine Gesichtsverletzung, die er sich bei einer Schlägerei im Olympischen Dorf zuzog. Der Täter, sein Teamkollege Norberto Cabura, wurde wegen des Vorfalls von den Spielen ausgeschlossen und nach Hause geschickt.
Ein Jahr später wurde Viccario Profi und absolvierte in den folgenden drei Jahren 13 Kämpfe.